# Freischwinger

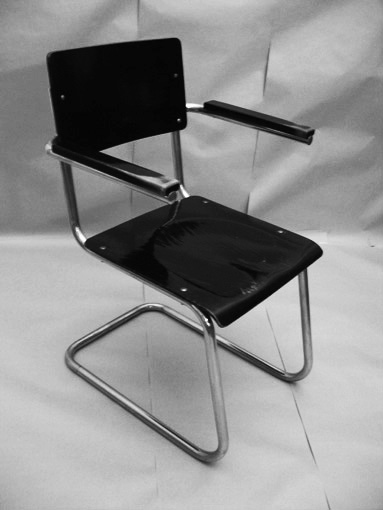
Mauser Modell RB 4, 1939

Ein Freischwinger ist ein Stuhl ohne Hinterbeine, dessen Sitzfläche unter dem Gewicht einer Person federnd nachgibt („schwingt“) und leicht nach hinten absinkt. Ein Stuhl ohne Hinterbeine, der wegen seiner starren Konstruktion diesen federnden Sitz nicht hat, wird nicht zu den eigentlichen Freischwingern gezählt. In diesem Fall spricht man allgemeiner von einem Kragstuhl (von kragen = überstehen; englische Bezeichnung: cantilever chair freitragender Stuhl). Der Freischwinger ist demnach eine Variante des Kragstuhls.
Neben Stühlen gibt es auch Hocker, Sessel, Liegen und Sofas in der Form eines Freischwingers.

## Geschichte

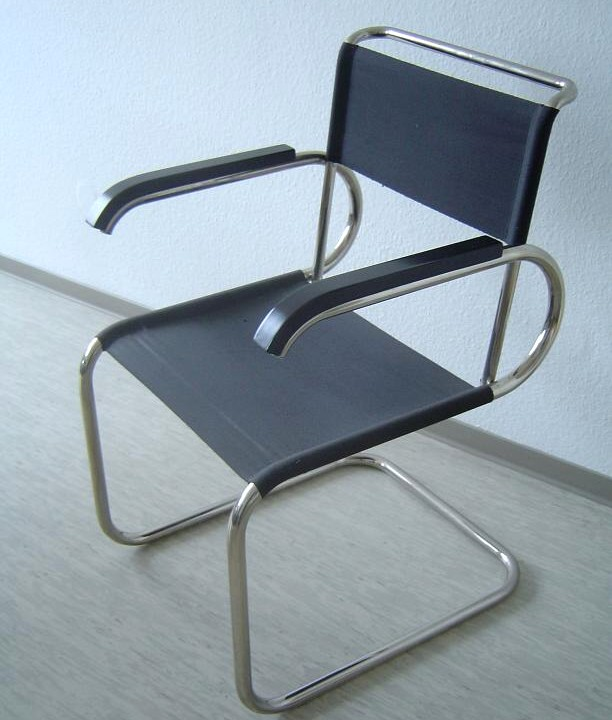
Freischwinger B 55
Entwurf: Marcel Breuer
Rahmen: verchromtes Stahlrohr
Sitzfläche/Rückenlehne: Eisengarnbespannung
Armlehnen: lackiertes Holz

Beim Freischwinger handelt es sich um ein markantes Beispiel modernen Möbeldesigns. Im Jahr 1926 entwickelte der Architekt Mart Stam unter der Bezeichnung Kragstuhl einen ersten Stuhl ohne Hinterbeine, der allerdings noch auf einer recht starren Rohrkonstruktion ruhte. Ludwig Mies van der Rohe zeigte 1927 mit seinem eigenen Entwurf, dem MR 20 für die Weißenhofsiedlung erstmals diesen Stuhltyp in einer breiteren Öffentlichkeit, der hier bereits eine größere Elastizität besaß. Marcel Breuer verbesserte den Kragstuhl bezüglich Elastizität und anderem weiter und entwickelte während seiner Zeit am Bauhaus zahlreiche Varianten aus Stahlrohr. Viele weitere namhafte Designer und Architekten schufen eigene Versionen des Freischwingers.

## Urheberschaft
Nach 1929 wurden diverse Prozesse zur Frage der Urheberschaft am Freischwinger geführt, die Rechtsgeschichte geschrieben haben. Im ersten zwischen Anton Lorenz als Inhaber der Rechte von Mart Stam und der Firma Thonet, argumentierte Thonet, der Stuhl sei eine rein technische Erfindung und somit entfalle jedes Urheberrecht. Die Richter vom Deutschen Reichsgericht dagegen sahen in dem Stuhl von Mart Stam eine eigene Schöpfung und sprachen ihm 1932 die künstlerische Urheberschaft an dem kubischen Freischwinger zu.
Mies van der Rohe hatte 1926 für seine Variante des Freischwingers, den MR 20, noch vor der öffentlichen Präsentation des Stam-Stuhles auf der Weißenhof-Ausstellung ein Patent angemeldet. Dieses verteidigte er erfolgreich in einem Prozess 1936. Darin versuchte die Firma Mauser, das Patent Mies van der Rohes für nichtig erklären zu lassen, unter anderem, weil der ältere Stuhl Mart Stams ein Beispiel für eine Vorbenutzung sei. Dies wurde vom Gericht zurückgewiesen, wobei weder die ähnliche Form noch der Einfluss Mart Stams auf Mies van der Rohe eine Rolle spielten. Vielmehr führte Mies van der Rohe vor, dass die Federung ein wesentliches Merkmal seiner Erfindung war, die dem ersten Stam Stuhl fehlte. Somit hielt Mies van der Rohe die Rechte an vielen technischen Aspekten des Freischwingers.
Ein Anteil Marcel Breuers an der Urheberschaft des Freischwingers wurde von den Gerichten zwar abgewiesen, ist unter Kunsthistorikern jedoch immer noch umstritten.

## Konstruktion

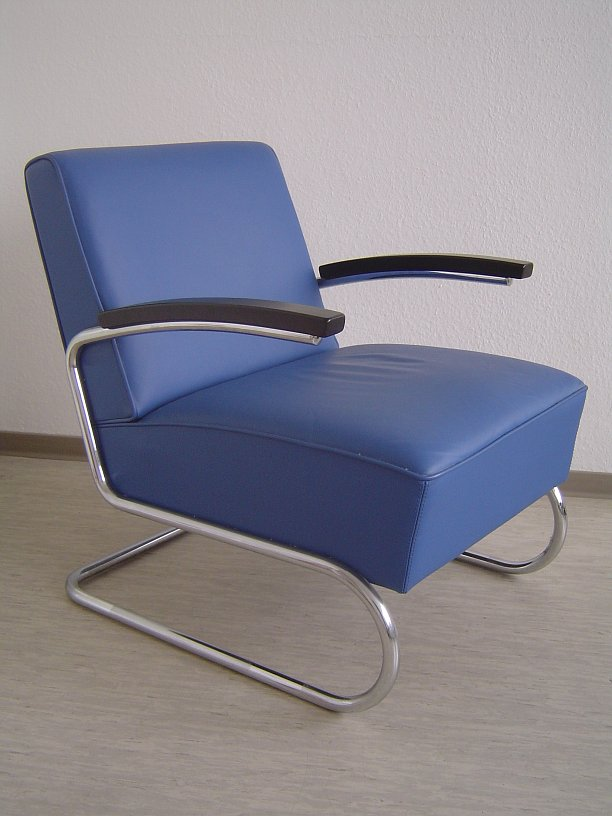
Freischwinger-Sessel S411 von Thonet
Rahmen: Stahlrohr
Polsterbezug: Leder
Armlehnen: lackiertes Holz

Der klassische Freischwinger besitzt einen tragenden Rahmen aus einem einzigen gebogenen Metallrohr in „Schlittenform“, die Vorderbeine knicken unten und oben nach hinten weg. Unten läuft der Rahmen auf dem Boden wie Kufen weiter bis zum hinteren Rand des Möbels, oben verläuft er parallel zu den Kufen und dient als Träger für die Sitzfläche. Gewöhnlich knickt der Rahmen am hinteren Teil der Sitzfläche noch einmal nach oben ab, um an ihm die Rückenlehne zu befestigen, oder die Rohre werden zu Armlehnen umgebogen. In diesen Rahmen sind Sitzflächen bzw. -polster und Rückenlehne eingehängt oder eingespannt. Dieses Konstruktionsprinzip wird auch bei Freischwingern aus Formschichtholz verwendet. Der finnische Architekt und Designer Alvar Aalto hat in den 1930er-Jahren einige erfolgreiche Modelle entworfen.
Ohne Rahmen kommen gewöhnlich Freischwinger aus Kunststoff aus. Bei diesen sind Rückenlehne, Sitzfläche, „Beine“ (Verbindungsstück zwischen Sitzfläche und Fuß) und Fuß eine einzige, zusammenhängende Kunststofffläche.

## Physik
Die Statik (Stabilität) ist trotz der fehlenden Hinterbeine dadurch gegeben, dass die entstehende Kraft über die Spannung in den Vorderbeinen auf die Kufen oder die Füße umgeleitet wird.

## Bekannte Typen
- Metallrahmen:
  - S 43. Entwurf: Mart Stam und/oder Marcel Breuer (nicht abschließend geklärt)
  - MR 20 oder „Weißenhof-Stuhl“. Entwurf: Ludwig Mies van der Rohe
  - Ceska. Entwurf: Marcel Breuer
- Holz:
  - Modell Nr. 31. (verleimtes Formsperrholz) Entwurf: Alvar Aalto

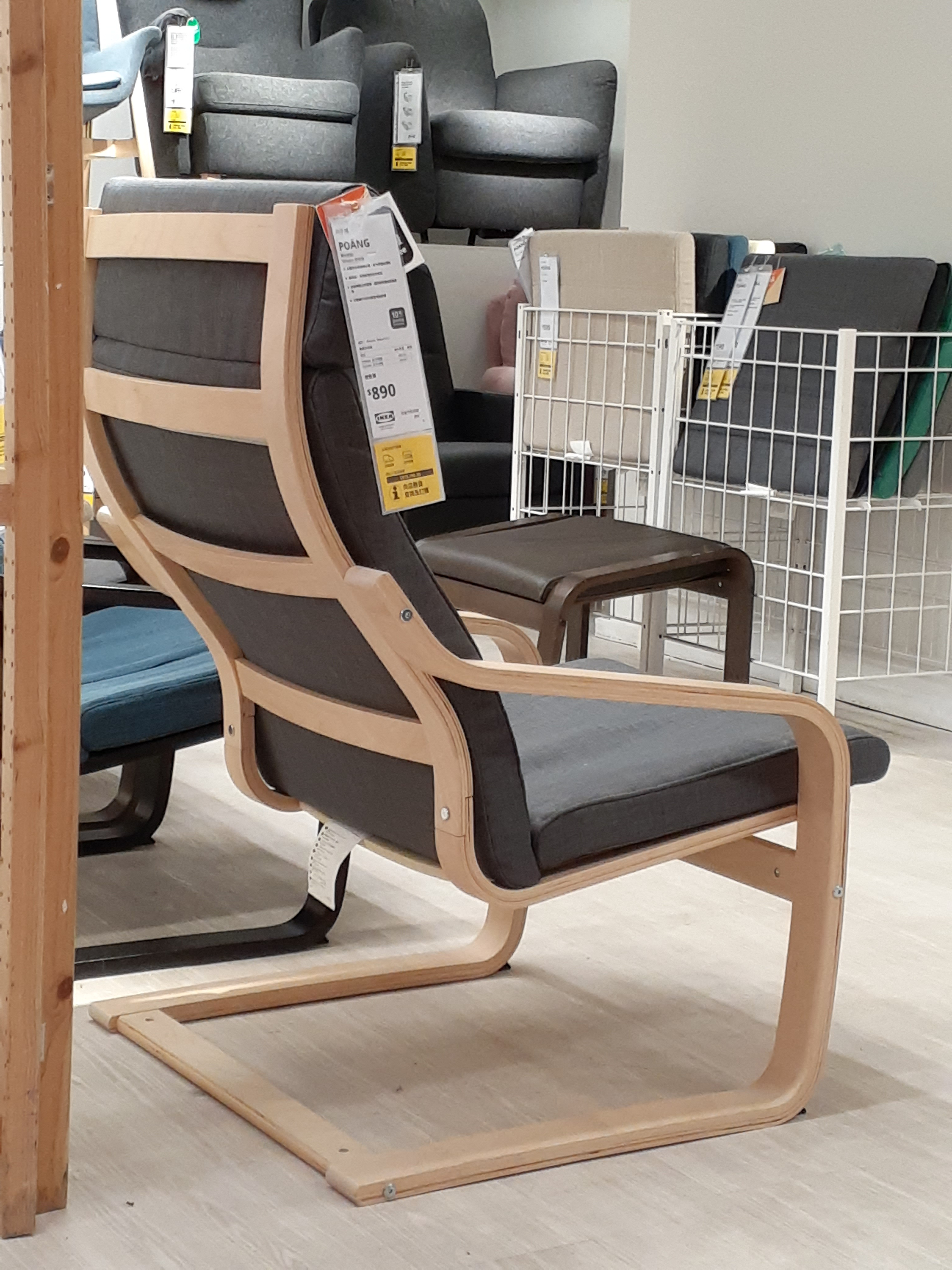
Der Sessel "Poäng" von Ikea ist als Massenprodukt einer der meistverkauften Freischwinger.

  - Der Sessel "Poäng" von Ikea ist als Massenprodukt einer der meistverkauften Freischwinger. Poäng (verleimtes Formsperrholz) Entwurf: Noboru Nakamura (für IKEA) – aktuelles Massenfabrikat
- Kunststoff:
  - Panton Chair. Entwurf: Verner Panton (für Vitra), inspiriert von einer Idee und dem Papp- und Drahtmodell von Gunnar Aagaard Andersen, 1952 und Poul Kjærholm, 1954.

## Seltene Modelle
- Original Mauser RB 4 1939. Der Gestalter wurde von der Firma Mauser nicht benannt. Sehr kurzer Produktionszeitraum. Wird oft mit dem Nachkriegsmodell verwechselt, da dieses auch dieselbe Typenbezeichnung hat. Die Formgestaltung des Original Mauser RB 4 von 1939 ist wesentlich konsequenter als bei dem Nachfolgemodell. Das Modell Mauser RB 4 nach 1945 hat eine gerundete Rückenlehne und sehr kurze Armlehnen. Außerdem gibt es die klassische geprägte, für jedes Bein unterteilte Sitzmulde nicht mehr und die Kragstandrohre sind wieder senkrecht. Eben typisch für die Formauffassung der 1950er Jahre.